# 쿵샹시
쿵샹시(중국어 정체자: 孔祥熙, 병음: Kǒng Xiángxī, 한자음: 공상희, 1881년 9월 11일 - 1967년 8월 16일)는 20세기 초 부유한 중국 은행가이자 관료 겸 저술가였다. 쿵의 부인은 쑹아이링으로 유명한 쑹 자매중 맏이이다.

## 생애
산시성 출신으로 미국에 유학하여 오벌린 대학과 예일 대학에서 공부하였다. 쿵은 처음에는 쑨원의 지지자였고 후에는 장제스를 도와주었다. 그는 중화민국의 상무장관(1928년–1931년), 재무장관 (1933년–1944년) 및 중앙은행 총재(1933년–1945년)를 역임하였다. 또한 2년간 중화민국 수상직도 겸임하였다.
중국 국민당이 공산당과의 내전에서 패하여 타이완으로 퇴각하였을 때 그는 미국으로 건너갔다.

## 같이 보기
- 쑹 자매
- 장제스
- 중화민국의 역사

1. ↑  “‘글씨 인심’ 후했던 위유런, 쑹즈원·쿵샹시에겐 인색”. 2013년 5월 26일.